# 瑪莎嘎拉咕
瑪莎嘎拉咕，是台灣排灣族傳說中的怪鳥，會把人抓走殺死吃掉。

## 外表
傳說中瑪莎嘎拉咕的身形相當龐大，雙翼展開有一丈五、六尺（約4.5到4.8公尺），也有說法聲稱牠是一種靈體，只有巫師才看的見，並且被稱為「靈」。

## 習性
瑪莎嘎拉咕住在內文社域內，經常會去抓其他社的人回來（特別是當時與內文社敵對的加芝來社），抓來的人的身體都會被撕開掛在大樹上，牠所棲息的地方也因此塗滿紅血。據說曾有部落在男人出去狩獵時被敵對部落攻擊，但瑪莎嘎拉咕出現並吃光了襲擊部落的人，另外，牠如果發現自己抓的是內文社社民則會將他放走，只是被抓的人還是會在幾天後死去。
另外，也有瑪莎嘎拉咕是居住在今天牡丹鄉的說法。

## 神話
在中部排灣族的傳說中，瑪莎嘎拉咕是負責守護神人的靈鳥，在大洪水退去後，六位逃至北大武山上的神人下山，輾轉牽制今天的萬安部落（Kazazaljan）居住，其中兩位男性Laliguan、Kuljelje要去找更多新的居住地，但四位女性Tjuku、Muakai、Kaljalju及Djengec要留下來，因此由瑪莎嘎拉咕保護她們。